# Euhesma bronzus
Euhesma bronzus là một loài Hymenoptera trong họ Colletidae. Loài này được Exley mô tả khoa học năm 2001.

## Hình ảnh

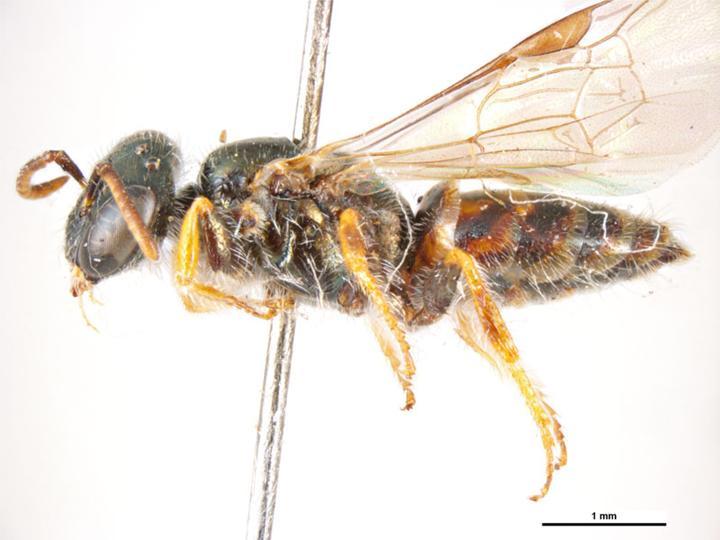